# Anisozyga polyleucotes
Anisozyga polyleucotes là một loài bướm đêm trong họ Geometridae.